# Стјуарт (Минесота)
Стјуарт (енгл. Stewart) град је у америчкој савезној држави Минесота.

## Демографија
По попису из 2010. године број становника је 571, што је 7 (1,2%) становника више него 2000. године.
| Група             | 2000.       | 2010.       |
| Белци             | 546 (96,8%) | 543 (95,1%) |
| Афроамериканци    | 0 (0,0%)    | 0 (0,0%)    |
| Азијати           | 1 (0,2%)    | 1 (0,2%)    |
| Хиспаноамериканци | 10 (1,8%)   | 24 (4,2%)   |
| Укупно            | 564         | 571         |